# Journal of Vision
Journal of Vision (skrót: J Vis, JOV) – amerykańskie czasopismo naukowe wydawane online od 2001. Specjalizuje się w badaniach funkcji widzenia u ludzi i innych organizmów. Oficjalny organ Association for Research in Vision and Ophthalmology (ARVO). Miesięcznik.
Czasopismo jest recenzowane, wydawane tylko w wersji cyfrowej (online) i publikuje w otwartym dostępie (pełnotekstowe artykuły dostępne są za darmo na stronie www czasopisma).
Pismo ma współczynnik wpływu impact factor (IF) wynoszący 2,266 (2017). W międzynarodowym rankingu SCImago Journal Rank (SJR) mierzącym wpływ i znaczenie poszczególnych czasopism naukowych „Journal of Vision" zostało w 2017 sklasyfikowane na:
- 18. miejscu wśród czasopism z kategorii: Sensory Systems[4] oraz
- 26. miejscu wśród czasopism z kategorii: okulistyka[5].

W polskich wykazach czasopism punktowanych przez Ministerstwo Nauki i Szkolnictwa Wyższego czasopismo otrzymało kolejno: 35-40 punktów (lata 2013-2016) oraz 100 pkt (2019).
Pomysłodawcą, założycielem i redaktorem naczelnym tytułu jest Andrew B. Watson związany z Apple Inc. (przez pewien czas naczelnym był Dennis M. Levi związany ze Szkołą Optometrii Uniwersytetu Kalifornijskiego w Berkeley).
Poza „Journal of Vision" ARVO wydaje także „Investigative Ophthalmology & Visual Science" oraz „Translational Vision Science and Technology".